# Se din by fra tårnets top
Se din by fra tårnets top er en sang skrevet og indspillet af den danske gruppe Gasolin' i 1972. Den udkom på albummet Gasolin' 2 fra samme år og blev udgivet på single sammen med "På en sommerdag".

## Om sangen
"Se din by fra tårnets top" startede ud som en nynnemelodi mellem Kim Larsen og bandets bassist Wili Jønsson, hvorefter den blev lagt til side et stykke tid. En dag foreslog leadguitaristen Franz Beckerlee, at versenes ord skulle fremsiges som et digt i stedet for at blive indsunget, ligesom Mogens Mogensen havde indtalt sangen "Tremastet beton" over melodien på Gas 1. De øvrige i bandet syntes, det var en god idé. Gasolin' havde få dage forinden været oppe i tårnet på Vor Frelsers Kirke på Christianshavn, og Gasolin' besluttede derfor at skrive en sang om deres hjemby København, som de holdt meget af at bo i. Ifølge Beckerlee skulle sangen begynde med deres eget kvarter Christianshavn, og derefter bevæge sig rundt til Indre By, Nørrebro og Vesterbro.
Teksten til "Se din by fra tårnets top" blev i første omgang lavet i et samarbejde mellem Kim Larsen og Mogens Mogensen. Larsen kom op med første linje "se din by fra tårnets top" og Mogensen digtede videre med "ta' f.eks. ud til Frelserkirken og så snegl dig op". Larsen har fortalt, at Mogensen var i stand til at komme med Storm P.- og Halfdan Rasmussen-lignende vendinger, som Larsen i begyndelsen af sin karriere fik bundet sammen i en sangstruktur på en abc-agtig måde. Det var Mogens Mogensen der foreslog linjen "Absalon med mågelort på hatten, går på Laurits hele natten". Laurits er en reference til det københavnske værtshus Laurits Betjent, der lå tæt ved Højbro Plads og Christiansborg. Snart sad hele bandet dog med egne ord "på knæene af hinanden" sammen med Mogensen og digtede, mens nye forslag under ivrige tilråb blev skrevet ned.
Den færdige sang blev én af Franz Beckerlees egne favoritnumre i Gasolin's samlede sangkatalog. "”Livet skjuler mange løgne, men vi er næsten ens, når vi er nøgne”, den er jeg stadig glad for. Jeg kan ikke helt forklare, hvad det gør ved mig, men det gør stadig noget ved mig. Jeg har snakket med folk, som er flyttet fra Jylland til København på et eller andet tidspunkt i deres liv, og de fortæller, at dengang de boede i Jylland og hørte det nummer, så var det den ultimative københavnersang." Også hos de øvrige bandmedlemmer vakte nummeret applaus.

## Eftermæle
"Se din by fra tårnets top" regnes i dag som en klassiker af flere musikanmeldere, bl.a. udtrykt af journalist Erik Jensen: 
"Af og til krydsede bandet broerne og bevægede sig rundt i København. Det kunne der komme fortrinlige sange som ”Se din by fra tårnets top” ud af. Den måske bedste hjemstavnshymne nogensinde til København …(-)… et perfekt samarbejde mellem Mogensen Mogensen og Kim Larsen, der skrev teksten sammen, så man næsten linje for linje kan følge deres særpræg og forskellighed. Ideen med at lade konkrete steder og navne sætte sig i den frit fabulerende poesi var et scoop, som gjorde lyrikken rodfæstet og konkret."
Musikanmelder Klaus Lynggaard roser ligeledes sangen:
"Sang nummer to på albummet [Gasolin' 2] er en fuldfed og fuldstændig uopslidelig sang, der sad lige i skabet, munter, fræk og poetisk som den er. ”Se din by fra tårnets top”, en betingelsesløs kærlighedserklæring til byen København, er så indtagende i sin oprigtige inderlighed, at selv folk fra provinsen med deres indbyggede skepsis over for det allerøstligste Danmark kunne få øje på charmen ved vor hovedstad grundet sangens finurlige detaljerigdom og perfekte sansninger …(-)… for selvom Larsens og Mogens Mogensens lyrik er en rendyrket hyldest, er den stadig forankret i storbyens beskidte virkelighed. Den velturnerede tekst blev med stor effekt halvt sunget, halvt reciteret af Larsen, der som sanger virkelig folder sig ud på toeren."

## Medvirkende
Følgende er en liste over de personer der var med til at indspille sangen:
- Kim Larsen – Sang, guitar
- Franz Beckerlee – Kor, guitar
- Wili Jønsson – Kor, bas
- Søren Berlev – Trommer

### Gæstemusikere
- Niels Harrit – sav

### Teknikere
- Poul Bruun - Producer
- Sture Lindén - Producer
- Freddy Hansson - lydtekniker

### Andre medier
- Østergaard, Anders (2005). Gasolin' United: ekstramateriale fra dokumentarfilmen Gasolin' – Hvis du tør, så kom med mig. Sandrew Metronome

## Eksternt link
- "Se din by fra tårnets top" fremført af Gasolin' i 1972, youtube.com